# Cley next the Sea
 Cley-next-the-Sea  é uma vila e freguesia no distrito de North Norfolk em Norfolk, Inglaterra, cerca de 27,3 milhas (43,9 km) de Norwich.

## Transporte
A via principal é a A149, que vai de King's Lynn até Cromer.

### Aeroporto
O Aeroporto Norwich está localizado 25,0 milhas (40,2 km) sul da povoado e oferece ligações aéreas directas entre o Reino Unido e a Europa.

## Igreja
A igreja de Cley next the Sea, denominada "São Margaret’s de Antioquia" (Saint Margaret’s of Antioch).

## Gallery

Cley next the Sea
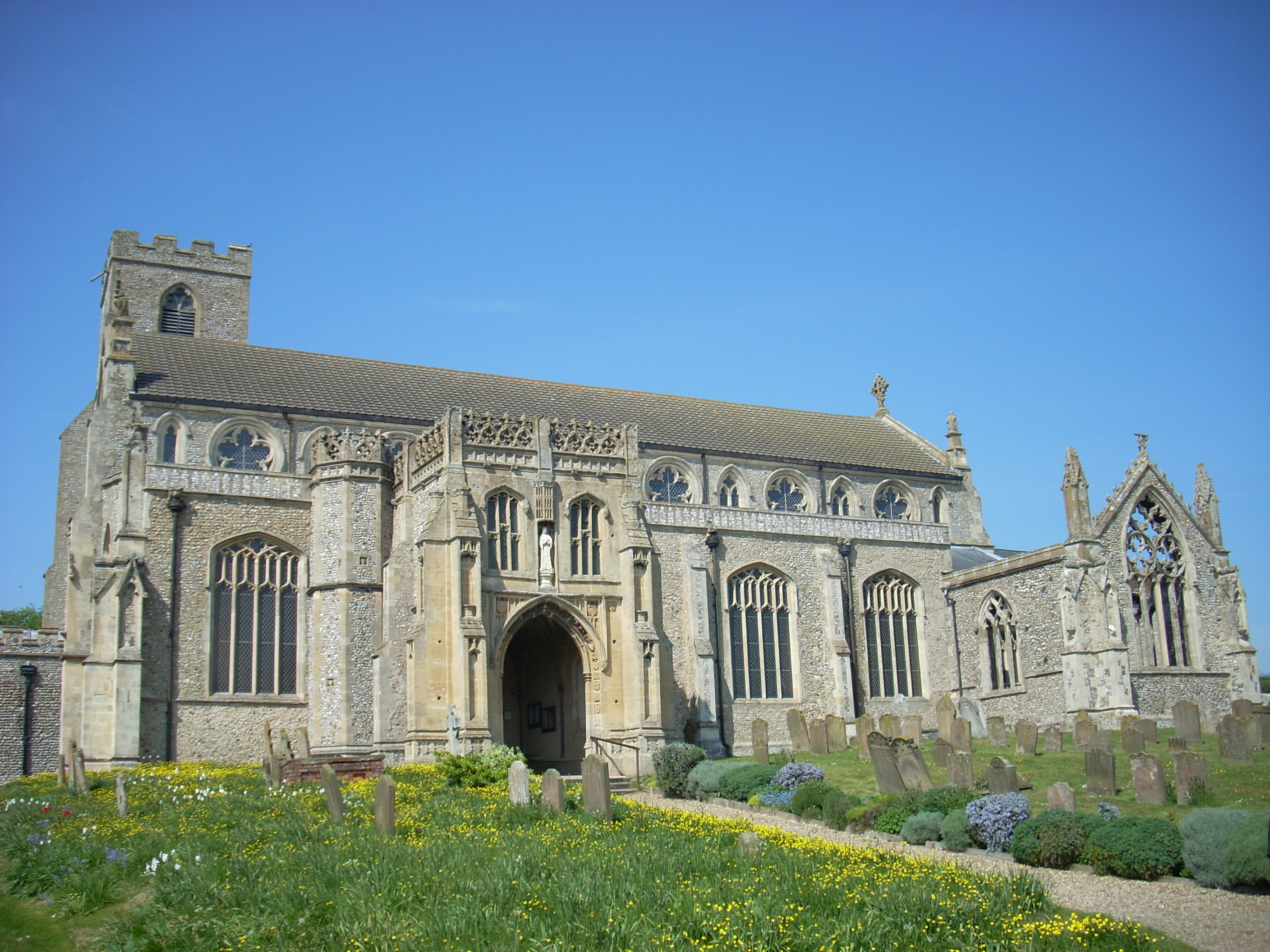
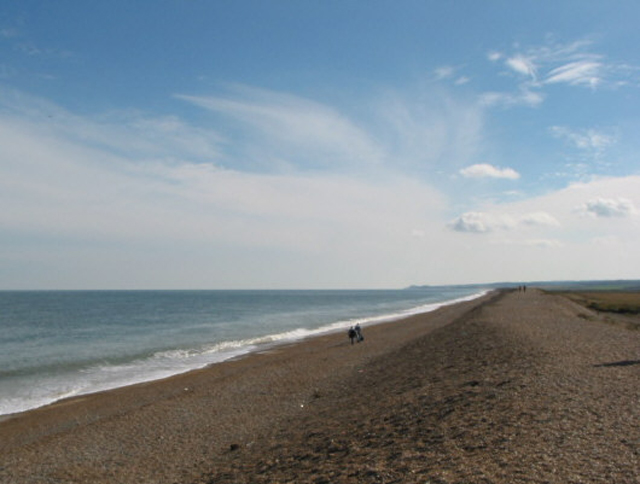
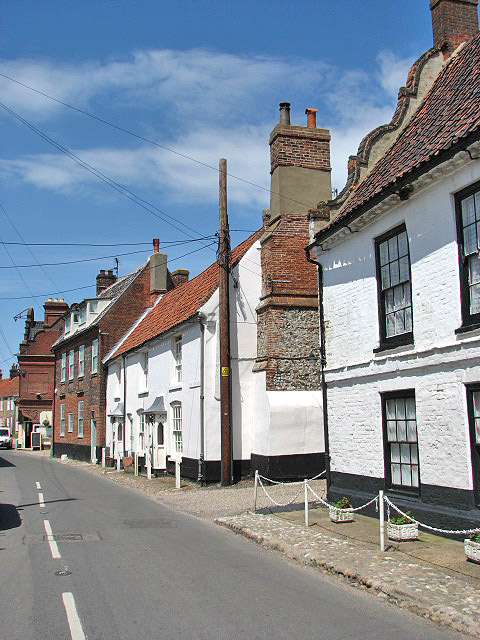
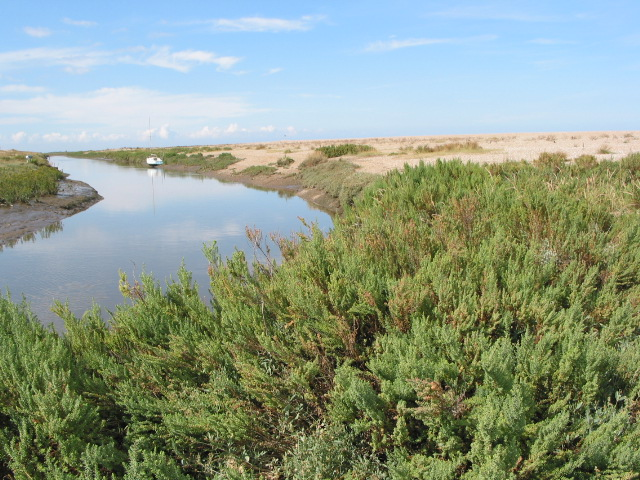